# Хаплу
Хаплу (урду: خپلو, вимовляється: [xəpluː]; балті: ཁཔ་ལུ།), також пишеться Кхапалу — місто, яке є адміністративною столицею району Ганче Гілгіт-Балтістану на півночі Пакистану. Лежить за 103 км на схід від міста Скарду, це було друге за величиною королівство в старому Балтистані за династії Ябго. Він охороняв торговий шлях до Ладакха вздовж річки Шйок на схід від її впадіння в Інд.
Хаплу є базою для трекінгу в долину Хуше, яка веде до високих вершин Машербрум, К6, К7 і Чоголіса. У Хаплу є 700-річна мечеть Чакчан, заснована Аміром Кабіром Саїд Алі Хамадані (РА). Інші туристичні об’єкти включають Елі-Брок, Ханджор, Токсі-Кхар, Калдак і річку Шйок.

## Історія
Згідно з традицією, Саїд Алі Хамдані прибув до Хаплу наприкінці 14 століття та навернув місцевих жителів до ісламу. Донині в регіоні існують мечеті та ханки, приписані йому.
Перша згадка про колишнє невелике королівство під назвою Хапула міститься в праці Мірзи Хайдара «Таріх-і-Рашиді», де перераховується район Хаплу в Балті (стан). Хаплу також був дуже відомий у 17 і 18 століттях через тісні політичні та родинні зв'язки з королівською родиною сусідньої країни Ладакх. 
Першим європейцем, який відвідав Хаплу, був, ймовірно, капітан Клод Мартін Уейд, який згадав про «Chílú» у 1835 році в есе в журналі Азійського товариства Бенгалії і Джордж Требек написали у своїй книзі 1841 року: «Кафалун — це провінція на захід від Нобри, на лівому березі Шаюка». Годфрі Віньє був у цьому районі в 1835-1838 роках, покладаючись, зокрема, на місцеву гірську фортецю, прокоментував, що він все ще перебуває в непошкодженому стані. 

## Географія

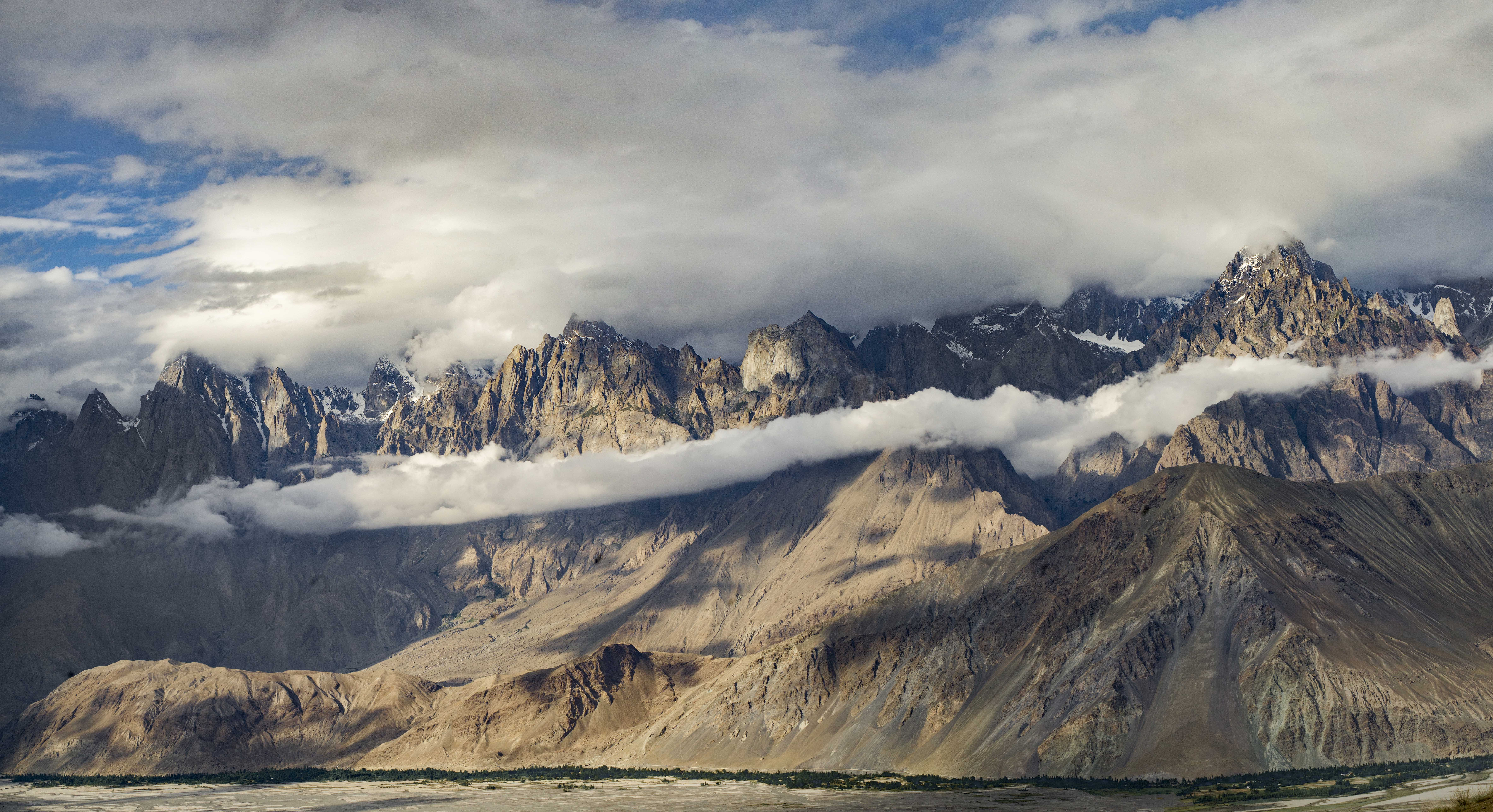
Піки Халді

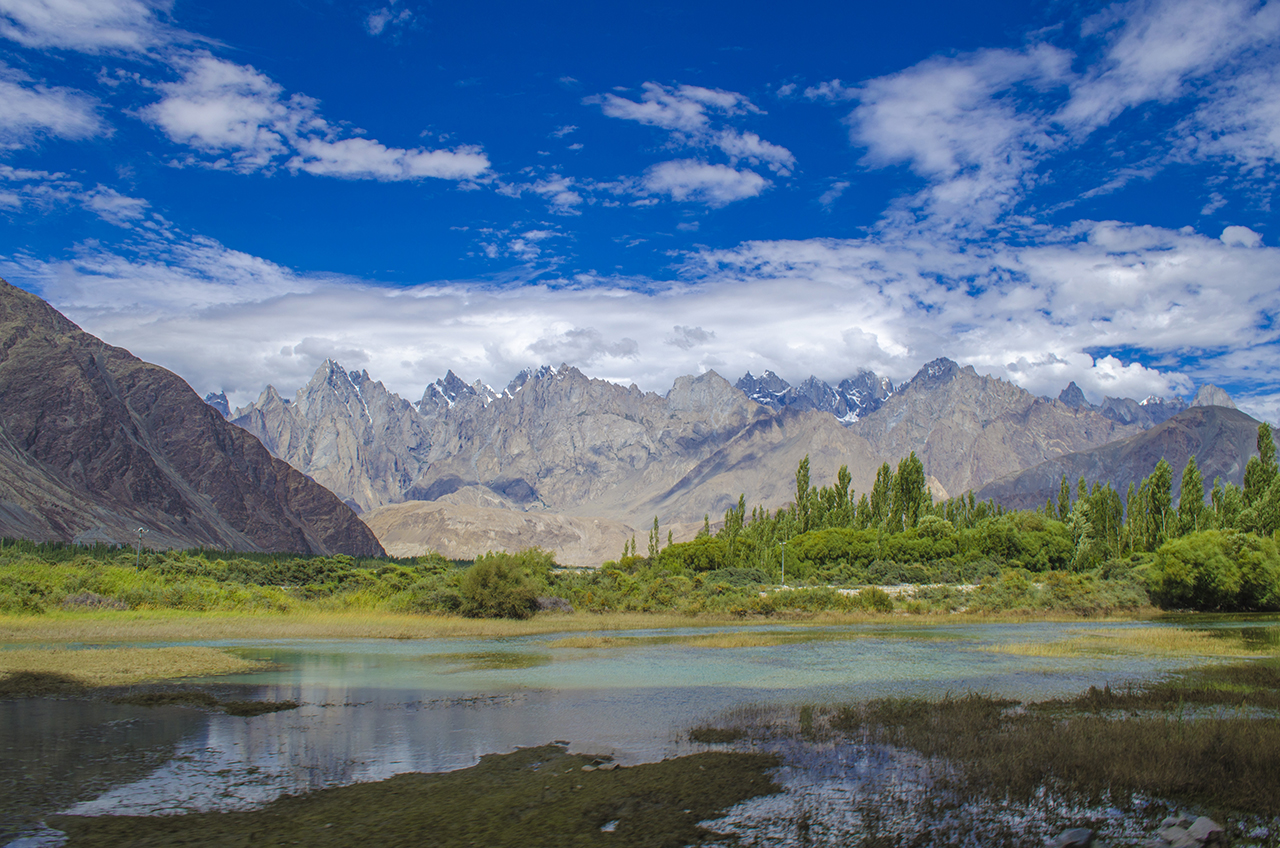
Хаплу лежить біля підніжжя хребта Каракорум.

На відміну від Скарду та Шигара, територія Хаплу не була зосереджена на одній великій річковій долині, а поширювалася на три долини Шайок, а саме на території сучасного міста Хаплу, долини річки Талле та долина Хуше /Салторо. Територія навколо гирла річки в Талле Шайок формувала західний кордон королівства.
Сьогодні район Ганаче, адміністративний центр якого знаходиться в Хаплу, охоплює Балгар і Дагоні на додаток до гирла Інду в Шайоку. Він включає в себе колишнє Королівство Кіріс як військовий оплот проти вторгнень Скарду і Шигар. У Халді, на сході Хуше/Сальторо Тал, була ще одна фортеця.

## Архітектура

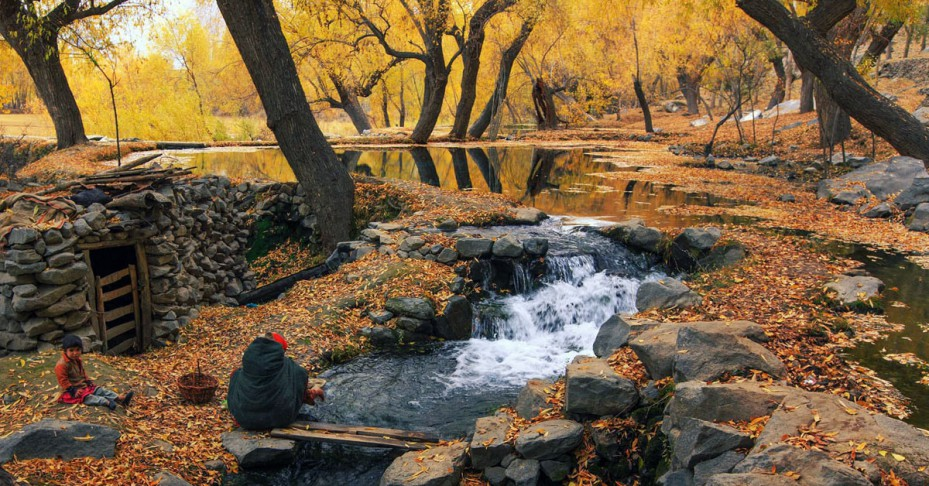
Хаплу восени.

Найважливішими релігійними пам'ятками в Хаплу є великий молитовний зал Ханка і мечеть Чакчан. Перший був побудований у 1712 році Сайєдом Мохаммадом, святим ісламської секти Нурбкахшія, чия могила в Астані знаходиться в безпосередній близькості. Пам'ятник-могилу в Астані було відреставровано Фондом культури Ага Хана в Пакистані і таким чином врятовано від повного розпаду.

## Транспорт
До Хаплу можна дістатися лише дорогою. Звичайна дорога до Хаплу є сполучною дорогою з долини Скарду. Чотири або п'ять інших доріг сполучають Кашмір, Ладакх і Ярканд.